# Anastasia Roudenko
 (janvier 2020).
Si vous disposez d'ouvrages ou d'articles de référence ou si vous connaissez des sites web de qualité traitant du thème abordé ici, merci de compléter l'article en donnant les références utiles à sa vérifiabilité et en les liant à la section « Notes et références ».
Anastasia Roudenko (Kazakhstan, 1982 ) est une photographe photojournaliste russe.

## Biographie
Roudenko est née dans le sud du Kazakhstan. Elle est photographe indépendante, représentée par Getty Images et basée à Moscou.

## Expositions
- 2016 : Internats – Institutions pour les handicapés mentaux en Russie

## Prix et récompenses
- 2015 : Prix Canon de la femme photojournaliste[1]
- 2012 : Sélectionnée pour les 19ème Joop Swart Masterclass, World Press Photo